# Stefan Kaiser
Pour les articles homonymes, voir Kaiser.
Stefan Kaiser (né le 15 février 1983) est un sauteur à ski autrichien.

## Coupe du Monde
- Meilleur classement final: 44e en 2001.
- Meilleur résultat: 7e.

## Coupe Continentale
- 3e en 2004.